# ساکس (آلاباما)
ساکس (به انگلیسی: Saks) شهرکی در شهرستان کلهون ایالت آلاباما است که مساحت آن ۳۱٫۵۷ کیلومترمربع است و در سرشماری سال ۲۰۱۰ میلادی، ۱۰٬۷۴۴ نفر جمعیت داشته و تراکم جمعیتی آن، ۳۴۰٫۳۲ در کیلومترمربع بوده است.